# Petrorossia chraminensis
Petrorossia chraminensis är en tvåvingeart som beskrevs av Zaitzev 1962. Petrorossia chraminensis ingår i släktet Petrorossia och familjen svävflugor. Inga underarter finns listade i Catalogue of Life.